# Peña Amarilla (Beni)
Peña Amarilla ist eine Ortschaft im Departamento Beni im südamerikanischen Anden-Staat Bolivien.

## Lage im Nahraum
Peña Amarilla ist eine Ortschaft im Kanton Concepción im Municipio Riberalta in der Provinz Vaca Díez. Der Ort liegt auf einer Höhe von 155 m am rechten, östlichen Ufer des Río Beni südwestlich der Stadt Riberalta.

## Geographie
Peña Amarilla liegt im bolivianischen Teil des Amazonasbeckens im Norden des Landes.
Die mittlere Durchschnittstemperatur der Region liegt bei 26 °C und schwankt nur unwesentlich zwischen 25 °C im Mai und 27 bis 28 °C von Dezember bis Februar (siehe Klimadiagramm Riberalta). Der Jahresniederschlag beträgt etwa 1.300 mm, bei einer ausgeprägten Trockenzeit von Juni bis August mit Monatsniederschlägen unter 20 mm, und einer Feuchtezeit von Dezember bis Januar mit Monatsniederschlägen von mehr als 200 mm.

## Verkehrsnetz
Peña Amarilla liegt in einer Entfernung von 868 Straßenkilometern nördlich von Trinidad, der Hauptstadt des Departamentos, und 324 Straßenkilometer südöstlich von Cobija, der Hauptstadt des Departamentos Pando.
Von Trinidad aus führt die 602 Kilometer lange Nationalstraße Ruta 3 in westlicher Richtung bis Yucumo und weiter zur Metropole La Paz. In Yucumo trifft die Ruta 3 auf das Ende der 696 Kilometer langen Ruta 8, die über Rurrenabaque und Reyes in nördlicher Richtung führt, nach 541 Kilometern El Triangulo erreicht und von dort weiter nach Riberalta und Guayaramerín an der brasilianischen Grenze führt.
In El Triangulo zweigt die Ruta 13 in westlicher Richtung von der Ruta 8 ab und überquert bei Peña Amarilla den Río Beni. Mittelfristig ist hier der Bau der Brücke "Beni II" über den Fluss vorgesehen. Im weiteren Verlauf überquert die Straße den Río Madre de Dios und den Río Manuripi und erreicht nach 370 Kilometern Cobija.

## Bevölkerung
Die Einwohnerzahl der Ortschaft ist im vergangenen Jahrzehnt um ein Siebtel angestiegen:
| Jahr | Einwohner         | Quelle       |
| ---- | ----------------- | ------------ |
| 1992 | keine Detaildaten | Volkszählung |
| 2001 | 312               | Volkszählung |
| 2012 | 359               | Volkszählung |
| 2024 |                   | Volkszählung |